# Tykö

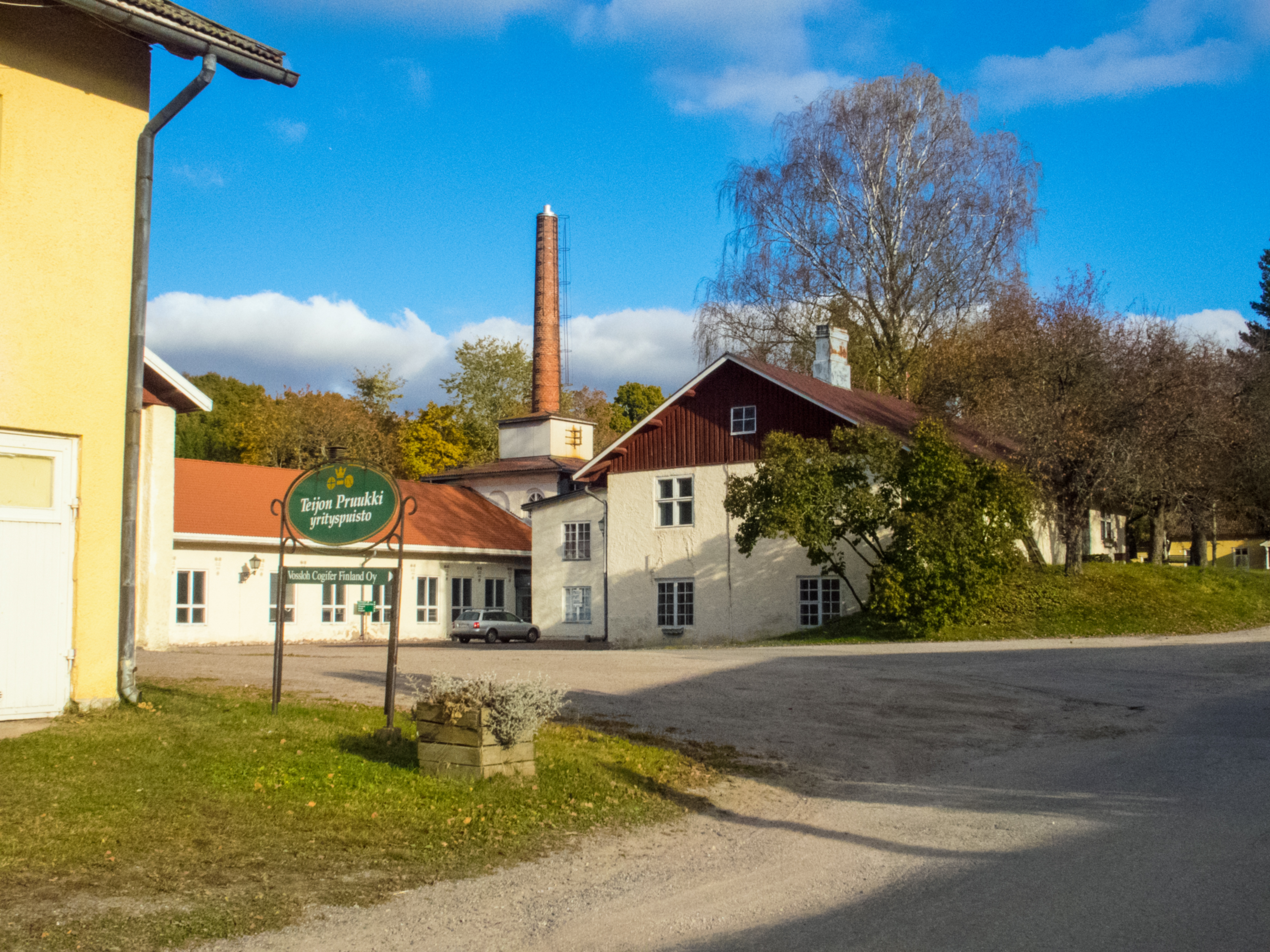
Bruksbyggnader.

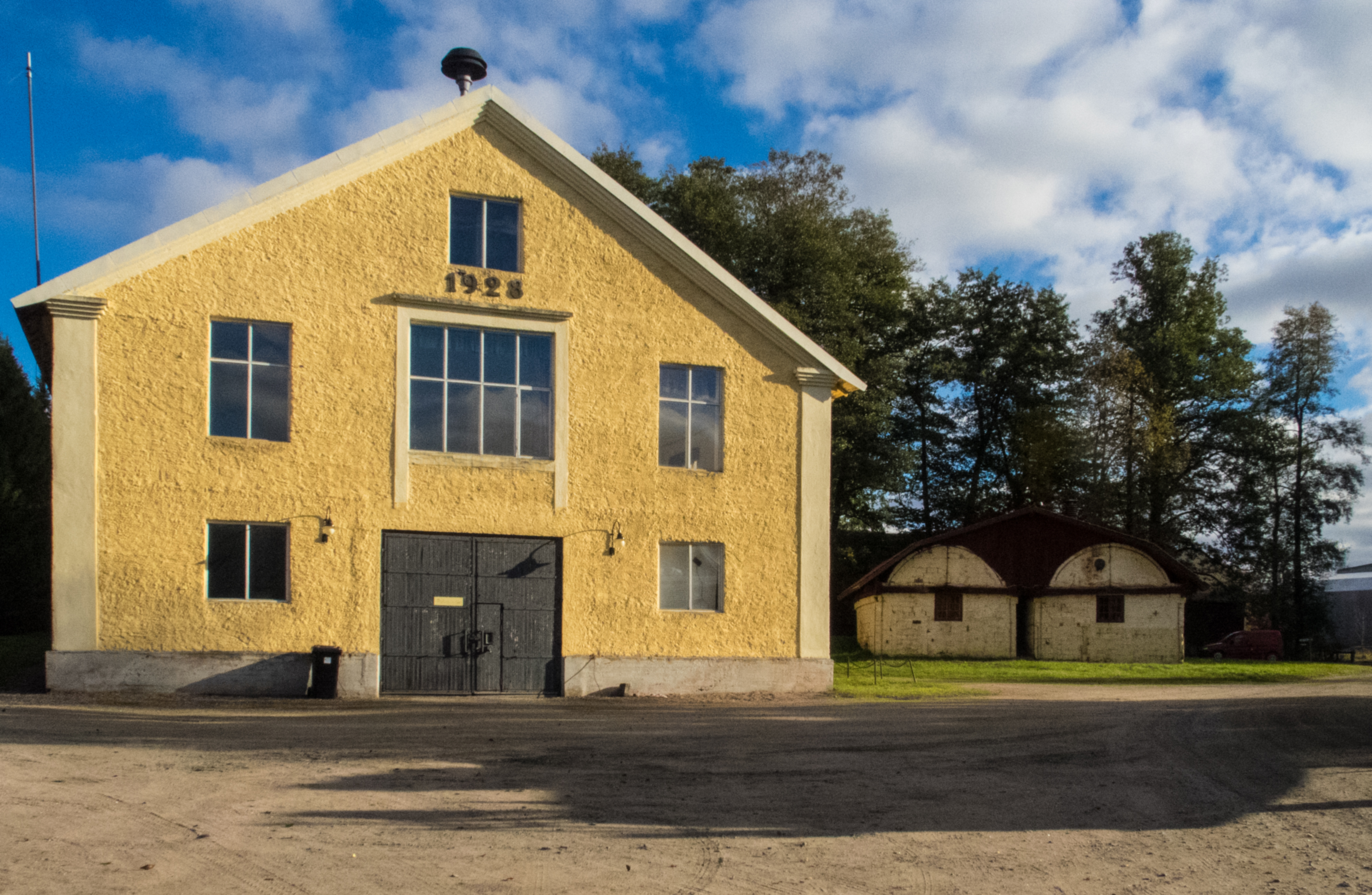
Varvsbyggnad från 1928.

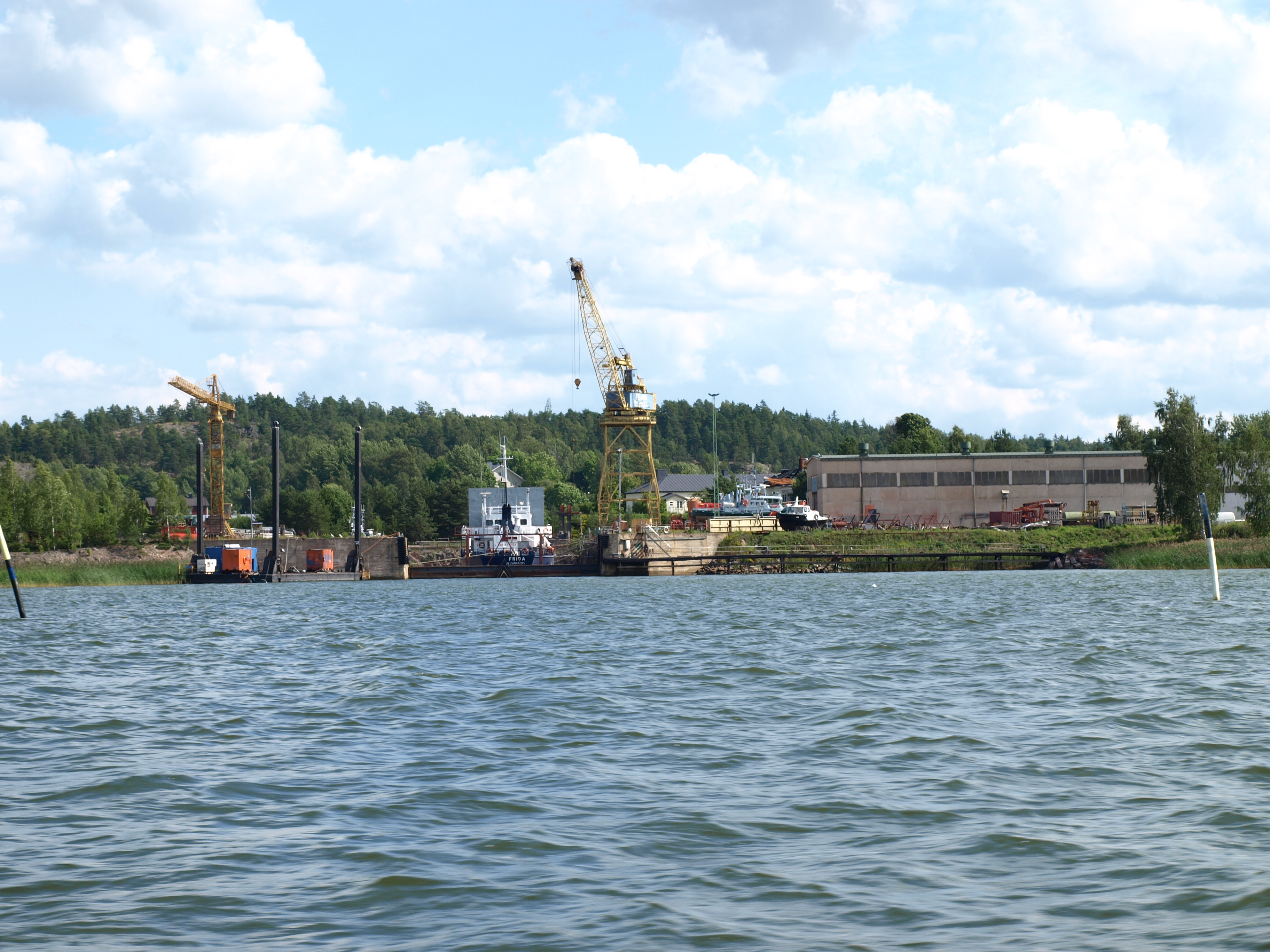
Reparationsvarvet Western Shipyard med docka.

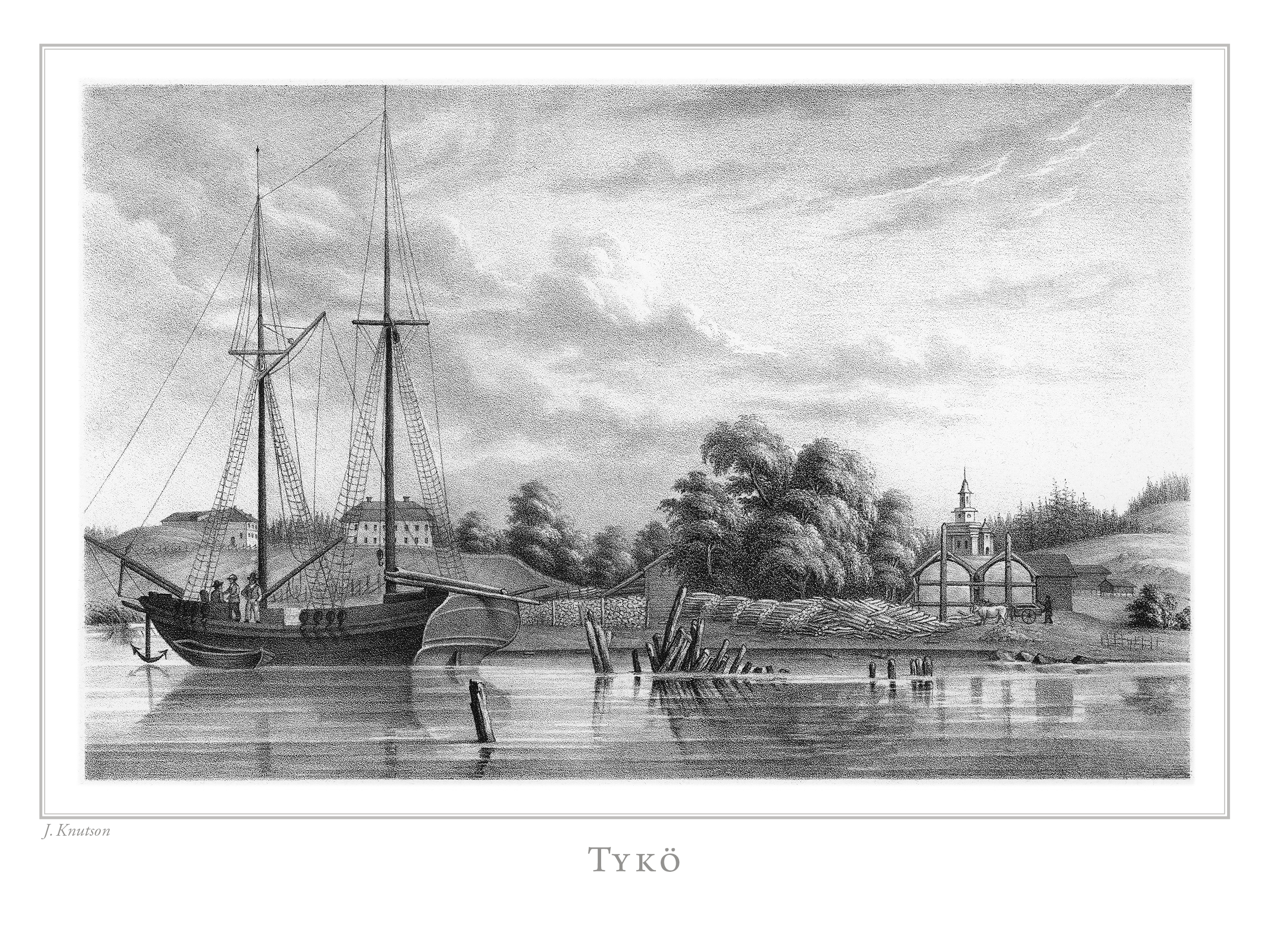
Litografi i Finland framstäldt i teckningar utgiven 1845-1852.

Tykö (finska: Teijo) är en ort i tidigare Bjärnå kommun i Finland.
Industriverksamheten i Tykö bruk inleddes 1686. Det ligger med några kilometers mellanrum till de tidigare Kirjakkalas och Mathildedals järnbruk utmed Halikkoviken. I Tykö pågår fortfarande metallindustriverksamhet med bland annat ett varv och en mekanisk verkstad. Efter ofredsåren i början av 1700-talet upprustades bruket från 1729 under Claes Fleming. Då uppfördes malmreningsverk, en knipphammare, ett krossrum, flera blåsrum och bostäder åt arbetarna. Vid Sahajärvi byggdes en regleringsdamm.
Tykö bruk och Kirjakkala bruk köptes efter Hattarnas ryska krig 1743 av Johan Jacob Kijk (1706–1777). Han utverkade rätt för Kirjakkala stånghammare att öka produktionen. Malmen till Tykö masugn hämtades i huvudsak från Utö och Herräng. Kijk uppförde en tvåvånings byggnad i tegel, som ritades av Christian Friedrich Schröder och stod klar 1770. Den användes som bostad och även som butik och kyrka. På Tykö skapade han också vackra trädgårdsanläggningar. Via Kijks dotter Anna Charlotta ärvdes bruket i början av 1800-talet Robert Bremer (1777–1844). Han lät bygga Tykö herrgård i rokokostil och brukskyrkan, som blev färdig på 1830-talet.
Åren 1844–1858 hade bruket under Viktor Zebor Bremer en blomstringstid. Utvinningen av kol förbättrades och kolmasugnar byggdes. Vidare uppfördes en rostningsugn, en kupolugn, en kvarn, en grynanläggning, en kontorsbyggnad och en prästgård. Han anlade också Strömma kanal  1844.
August Carlborg (1841–1917) ägde bruket 1906–1915. Under denna tid tillverkade Tykö bruk bland annat plogar och krattor.
Tykö bruk ägdes 1957–1978 av Antti Aarnio-Wihuris (född 1940) företagsgrupp Wihuri.